# Gonomyia iyala
Gonomyia iyala är en tvåvingeart som beskrevs av Alexander 1976. Gonomyia iyala ingår i släktet Gonomyia och familjen småharkrankar.
Artens utbredningsområde är Nigeria. Inga underarter finns listade i Catalogue of Life.